# Papanasam
Papanasam (Tamil: பாபநாசம் Pāpanācam [ˈpaːβənaːsʌm]) ist eine Stadt im indischen Bundesstaat Tamil Nadu. Die Einwohnerzahl beträgt rund 18.000 (Volkszählung 2011).
Papanasam liegt im Kaveri-Delta im Distrikt Thanjavur. Die Stadt liegt am Südufer des Kudamurutti, eines der Mündungsarme des Kaveri. Die nächstgrößere Stadt ist Kumbakonam 15 Kilometer östlich. Die Distrikthauptstadt Thanjavur liegt 25 Kilometer südwestlich. Die Entfernung nach Chennai (Madras), die Hauptstadt Tamil Nadus, beträgt 295 Kilometer. Papanasam ist über die Strecke Thanjavur-Kumbakonam an das Eisenbahnnetz angeschlossen. Die Stadt ist Hauptort des Taluks Papanasam.

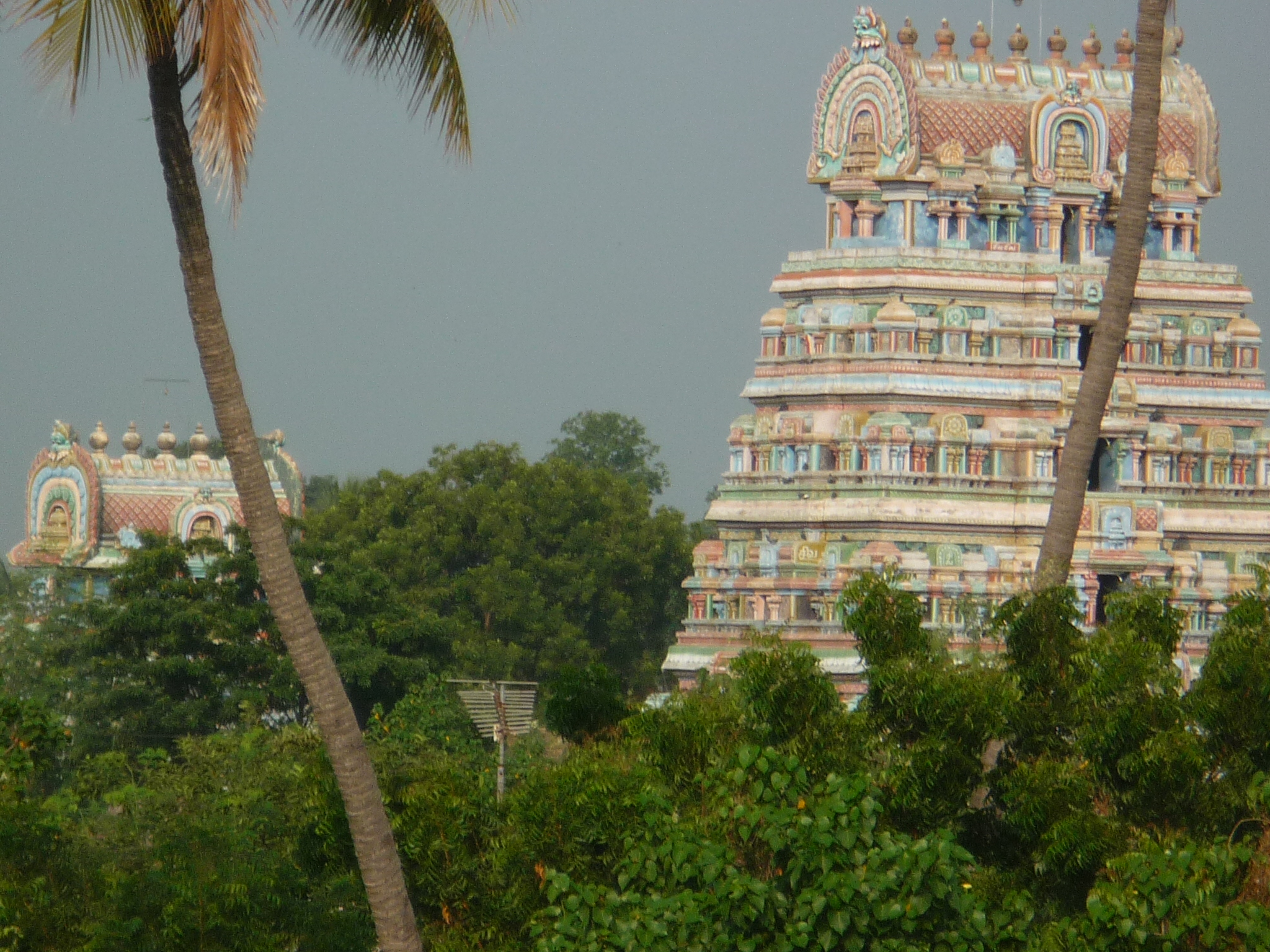
Gopuram (Torturm) des Palaivananathar-Tempels

Der Name Papanasam bedeutet „Vernichtung der Sünden“. Die Stadt beherbergt einen bedeutenden Hindu-Tempel, den Palaivananathar-Tempel, der dem Gott Shiva geweiht ist. Das Heiligtum wurde im 7./8. Jahrhundert unter dem Namen Tiruppalaitturai in den Tevaram-Hymnen des Dichterheiligen Appar besungen. Damit gehört Papanasam zu den 274 heiligen Orten des tamilischen Shivaismus (Padal Petra Sthalams).
Papanasam ist der Geburtsort des spirituellen Führers Sri Sri Ravi Shankar (geb. 1956). In unmittelbarer Nachbarschaft befindet sich das Dorf Uthamadhanapuram, der Heimatort des bedeutenden tamilischen Philologen U. V. Swaminatha Iyer (1855–1942). In Swaminatha Iyers Elternhaus besteht eine Gedenkstätte.
77 Prozent der Einwohner Papanasams sind Hindus, 15 Prozent Muslime und 8 Prozent Christen. Die Hauptsprache ist, wie in ganz Tamil Nadu, das Tamil, das von 99 Prozent der Bevölkerung als Muttersprache gesprochen wird.